# 1706年安妮女皇獎金法令
《1706年安妮女皇獎金法令》（英語：Queen Anne's Bounty Act 1706；6 Ann c 24）是英格蘭國會的一項法令，是《1706至1870年安妮女皇獎金法令》（Queen Anne's Bounty Acts 1706 to 1870）之一部分。
整部法令由《1926年初年聖俸及什一奉獻措施（第5號）》（First Fruits and Tenths Measure 1926 (No 5)）第6條及附表2廢除。

## 第6條
本條由《1887年成文法編正法令》第1條及附表廢除。